# Stoomtrein Maldegem-Eeklo
Stoomtrein Maldegem-Eeklo (SME, vroeger bekend onder de naam Stoomcentrum Maldegem, SCM) is een Belgische museumspoorvereniging die historische treinen laat rijden tussen het oude station van Maldegem en het station van Eeklo. De uitvalsbasis is de stationssite in Maldegem.
De spoorlijn met lijnnummer 58 werd vroeger door de NMBS uitgebaat op het volledige traject Gent - Brugge. De opkomst van de auto luidde de neergang in die duurde tot 1959, toen het reizigersverkeer tussen Eeklo en Brugge werd vervangen door autobussen. Sindsdien rijden reguliere passagierstreinen enkel nog tussen Gent en Eeklo. De laatste passagierstrein vertrok in Maldegem op 26 februari 1959 om 21.30 uur naar Brugge. Hoewel de sectie Maldegem – Brugge reeds in de vroege jaren zestig werd uitgebroken, bleven tussen Eeklo en Maldegem tot 26 april 1988 goederentreinen rijden.
Op het einde van de jaren tachtig ontstond er weer bedrijvigheid op en rond de Maldegemse stationssite. Een groep Brugse spoorfanaten – die de fase van modelbouw ontgroeid was en sinds enige jaren op een privéterrein in Maldegem hun hobby op ware grootte had beproefd – streek in Maldegem neer en kocht alle door de NMBS verlaten gebouwen (station, goederenloods, baanwachtershuis) op.
Stoomtrein Maldegem-Eeklo startte onmiddellijk met de aanleg van een smalspoor op de oude bedding richting Brugge en kon na het afschaffen van het goederenverkeer ook op normaalspoor gaan rijden.
Op zon- en feestdagen van mei tot en met september, en op woensdagen in juli en augustus, kan men terugkeren naar de tijd van toen en een ritje maken met de (stoom)trein van Maldegem naar Eeklo in oude rijtuigen met houten banken of zetels met stoffen bekleding of met een antieke dieselmotorwagen reeks 44 (4403), 46 (4620) of type 652 (652.12) afkomstig van de NMBS. Het hoogtepunt van het traject tussen Maldegem en Eeklo is zonder twijfel wanneer de stoomtrein over de oude spoorwegbrug over het Schipdonkkanaal in Balgerhoeke dendert. Deze metalen brug is een oorlogsrestant.
Elk jaar worden er verscheidene evenementen georganiseerd, zoals het Stoomfestival in het eerste weekend van mei.
In 2006 werd de Vlaamse Monumentenprijs uitgereikt aan Stoomtrein Maldegem-Eeklo.
In 2011 vierde men in het stoomcentrum het 150-jarig bestaan van sporen tussen Gent en Eeklo.
Sinds 2021 rijden vele museumtreinen weer tot in het NMBS-station Eeklo (op spoor 3), waar op de reguliere S51-trein Eeklo-Gent kan overgestapt worden. Voordien reden de museumtreinen, omwille van administratieve redenen, jarenlang slechts tot aan het door het stoomcentrum zelf aangelegde perronnetje Oostveld op een boogscheut van station Eeklo.
Momenteel krijgt Station Eeklo-Oostveld een eigen blokpost met seininstallatie. Blok 6 zal negen lichtseinen, twee elektrische wissels en de lokale overweg OW1 bedienen. Officiële start is voorzien begin 2026.
Maldegem Station zelf beschikt reeds enkele jaren over een eigen gehomologeerd en door Infrabel gekeurd seinhuis (Blok 8) met Siemensgestel dat twaalf lichtseinen, vier elektrische wissels en twee overwegen bedient.

## Materieel
Bij Stoomtrein Maldegem-Eeklo staan elf locomotieven. Naast die locomotieven zijn er nog rijtuigen uit de jaren dertig en drie dieselmotorwagens tentoongesteld.
- Stoomlocomotief 'Generaal Maczek' ofwel de Poolse TKh 5387, is de meest recente[(sinds) wanneer?] aanwinst van het stoomcentrum. Deze locomotief werd in 1959 gebouwd.
- 'Fred', een Engelse zadeltanklocomotief gebouwd in 1925.
- De locomotief Hunslet Austerity WD196 gebouwd in 1953.
- De locomotief 'Yvonne' uit 1893 reed vroeger in Luik bij een mijn rond. Het is een uniek stuk. Afkomstig van de Museum Stoomtrein der Twee Bruggen.
- Haine Saint-Pierre uit 1923.
- Locomotief Bébert.
- Locomotief AD 08 (ex CFV3V) In dienst.
- Drie locomotieven voor het smalspoor. De voornaamste is een Haine Saint-Pierre uit 1891.
- De Belgische Tubize Nummer 1627 dateert uit 1911. Afkomstig van de Museum Stoomtrein der Twee Bruggen (verkocht).
- Poolse stoomlocomotief OI 49-12 uit 1952 rijdt niet meer. Verhuisd naar Polen in 2017.
- Een aantal diesellocomotieven zowel voor normaal- als voor smalspoor.

Een aantal locomotieven wacht nog op dure restauratie en zijn daarom nog niet rijvaardig.

### Stoomlocomotieven
| Nummer                  | Serie | Jaar | Opmerking | Afbeelding |
| ----------------------- | ----- | ---- | --- | ---------- |
| Yvonne                  |       | 1893 | Yvonne werd gebouwd door St.-Léonard (Luik) in 1893, en is daarmee een van de oudste bewaarde Belgische stoomlocomotieven. Deze kleine 0-4-0 locomotief kende een bewogen geschiedenis van verschillende eigenaars in uiteenlopende industrietakken. De loc, met constructienummer 947, werd oorspronkelijk gebouwd voor de SA des Charbonnages Maireux Bas-Bois, gelegen in Soumagne (Luik). Enkele jaren later (ergens in de jaren 1920) werd de loc verkocht aan de SA des Verreries De Fauquez te Ittre. Ten slotte werd de firma Focquet eigenaar van de machine. Deze firma verkocht en verhuurde vanuit haar vestiging in Vilvoorde allerhande zwaar materieel. Afkomstig van de Museum Stoomtrein der Twee Bruggen. In dienst. |            |
| NMBS 41.195             |       | 1910 | De laatste nog bestaande in Vlaanderen gebouwde stoomlocomotief voor normaalspoor, uit een serie van 809 exemplaren (Niet in orde). |            |
| Haine-Saint-Pierre      |       | 1923 | Gebouwd door Forges, Usines et Fonderies te Haine-Saint-Pierre (Niet in orde). |            |
| RS16 "FRED"             |       | 1925 | Fred is een typisch Engelse 0-4-0 zadeltanklocomotief, in een fris blauwe uitmonstering. De machine werd door de Avonside Engine Company gebouwd in 1925 en kreeg het constructienummer 1908. De machine werkte in haar commerciële carrière voor de Tunstead Works te Buxton. Ze werd ingezet in de Kalksteen groeve en droeg het nr. RS16. (niet in orde) |            |
| Bébert                  |       | 1926 | Bébert werd in 1926 door la Société de la Meuse gebouwd voor “la Société Anonyme des Charbonnages de Wérister” gelegen op grondgebied van gemeentes Fléron en Beyne (provincie Luik). De locomotief met constructienr. 3223 behoort toe tot het type 32t. Van dit type werden 42 exemplaren gebouwd door “la Société de la Meuse” waarvan er 2 bij Wérister terecht kwamen. Ze was de laatste nog in dienst zijnde stoomlok van België en reed tot 1982. In 1984 werd de loc overgenomen door Toeristische Trein Zolder en 2 jaar later kwam ze terug in dienst. Later verhuisde ze naar station As bij de Limburgse Stoom Vereniging, het latere Kolenspoor. Daar reed ze tot 1996. (in dienst)                                       |            |
| Victorine               |       | 1930 | Gebouwd door Usines Métallurgiques du Hainaut te Couillet voor Fabrique de Fer Charleroi (Niet in orde). |            |
| Ol 49-12                |       | 1952 | Verhuisd naar Polen in 2017. |            |
| Hunslet Austerity WD196 |       | 1953 | In dienst. |            |
| TKH 5387                |       | 1959 | Niet in orde. |            |
| AD 08                   |       | 1950 | Gebouwd door La Meuse voor de steenkoolmijn van Waterschei. In 1978 werd de machine overgenomen door CFV3V. In 2013 werd de machine gekocht door het Stoomcentrum Maldegem (Niet in orde) |            |
| Cockerill 3145          |       | 1927 | Gebouwd door Cockerill voor de Sablière de Noucelles. In 2016 werd de machine gekocht door het Stoomcentrum Maldegem. (Niet in orde) |            |

### Diesellocomotieven
| Nummer      | Serie    | Jaar | Snelheid | Gewicht | Opmerking  | Afbeelding |
| ----------- | -------- | ---- | -------- | ------- | ---------- | ---------- |
| 7408        | Reeks 74 |      |          |         | In dienst. |            |
| 8040        | Reeks 80 |      |          |         | In dienst. |            |
| 9131        | Reeks 91 |      |          |         | In dienst. |            |
| 9118        | Reeks 91 |      |          |         |            |            |
| 9151        | Reeks 91 |      |          |         |            |            |
| Deutz 55712 |          |      |          |         |            |            |

### Motorrijtuigen
| Nummer            | Serie    | Jaar | Snelheid | Gewicht | Opmerking | Afbeelding |
| ----------------- | -------- | ---- | -------- | ------- | --- | ---------- |
| 4403              | Reeks 44 |      |          |         | In dienst. |            |
| 4405              | Reeks 44 |      |          |         | Onderdelenbank voor de 4403 (Niet in orde).                                                                                             |            |
| 4603              | Reeks 46 |      |          |         | Stond tot 2015 als monument aan het Station Charleroi-Zuid (Niet in orde).                                                              |            |
| 4612              | Reeks 46 |      |          |         | In of kort na 2003 gesloopt voor onderdelen. Afkomstig van de TSP                                                                       |            |
| 4620              | Reeks 46 |      |          |         | In dienst. |            |
| 553.12 (ex. 4903) | Type 553 |      |          |         | In dienst. |            |
| ES 202            |          |      |          |         | Later verhuisde deze werkmotorwagen naar SDP. Daar werd ze uiteindelijk verschroot om haar wisselstukken te recupereren voor de ES 205. |            |

### Rijtuigen
| Nummer    | Fabrikant       | Jaar | Snelheid | Gewicht | Opmerking | Afbeelding |
| --------- | --------------- | ---- | -------- | ------- | --- | ---------- |
| AB 43.046 |                 |      |          |         | M1, voormalig BC 65051 |            |
| BD 49.051 |                 |      |          |         | M1 |            |
| WR 4250   | CGC Saint-Denis | 1919 |          |         | Restauratierijtuig van Wagon-Lits. Buiten dienst in 1969. Verkocht aan de Verein der Eisenbahn Freunde. Daarna ÖBB Erlebnisbahn. In 2012 naar Maldegem. |            |